# Пасєчна Людмила Яківна
Людмила Яківна Пасєчна (Пасечна; 16 червня 1948) — українська політична діячка, колишня народна депутатка України, член Комуністичної партії України. У 2014 році брала активну участь у антиукраїнських мітингах, організації так званого референдуму щодо проголошення ДНР, вела антиукраїнську пропаганду.

## Біографія
Народилася 16 червня 1948 року у селі Олександро-Калинове (тепер Костянтинівського району Донецької області). З 1968 — директор Костянтинівського районного будинку піонерів. У 1973 році закінчила Слов'янський державний педагогічний інститут, вчитель математики. У 1971-72 — відповідальний секретар комісії з питань неповнолітніх у Костянтинівському райвиконкомі.
1972-77 — завідувач відділу, секретар-завідувач відділу, 2-й секретар, Костянтинівський РК ЛКСМУ.
З 1977 — директор, Костянтинівська р-на заочна СШ.
З 1982 — завідувач методичного кабінету, Костянтинівський райвідділ народної освіти.
З 1985 — директор, Костянтинівська СШ № 17.
Заслужений працівник народної освіти України (03.1997).

## Політична діяльність
Народний депутат України 2-го скликання з 04.1994 (2-й тур) до 04.1998, Костянтинівський виборчий округ № 126, Донецька область, висунута Комуністичної партією України. Голова підкомітету з питань базової освіти Комітету з питань науки та народної освіти. Член фракції комуністів. На час виборів: СШ № 17, м. Костянтинівка, директор школи
Народний депутат України 3-го скликання 03.1998-04.2002 від Комуністичної партії України, № 75 в списку.
На час виборів: народний депутат України, член Комуністичної партії України. Голова підкомітету з питань базової освіти Комітету з питань науки і освіти (з 07.1998); член фракції Комуністичної партії України (з 05.1998).
04.2002 кандидат в народні депутати України від КПУ, № 105 в списку. На час виборів: народний депутат України, член Комуністичної партії України.
03.2006 кандидат в народні депутати України від Комуністичної партії України, № 93 в списку. На час виборів: пенсіонерка, член КПУ.

## Сім'я
У шлюбі має 2 синів і дочку.